# Аморейра-да-Гандара
Аморе́йра-да-Га́ндара (порт. Amoreira da Gândara; МФА: [ɐ.mu.ˈɾɐj.ɾɐ dɐ ˈgɐ̃.dɐ.ɾɐ]) — колишня парафія в Португалії, в муніципалітеті Анадія. Перебувала у складі округу Авейру.  Входила до регіону Центр. За старим адміністративним поділом, що був чинним до 1976 року, територія парафії належала провінції Берегова Бейра.  Ліквідована 28 січня 2013 року. Увійшла до складу парафії Аморейра-да-Гандара, Паредеш-ду-Байрру і Анкаш. Площа парафії — 8,56 км², населення — 1060 ос. (2011), густота населення — 123,83 осіб/км²
. Патрон — святий Мартин. Поштовий індекс — 3780. Код  — 010301.

## Географія

Анадія (2013)
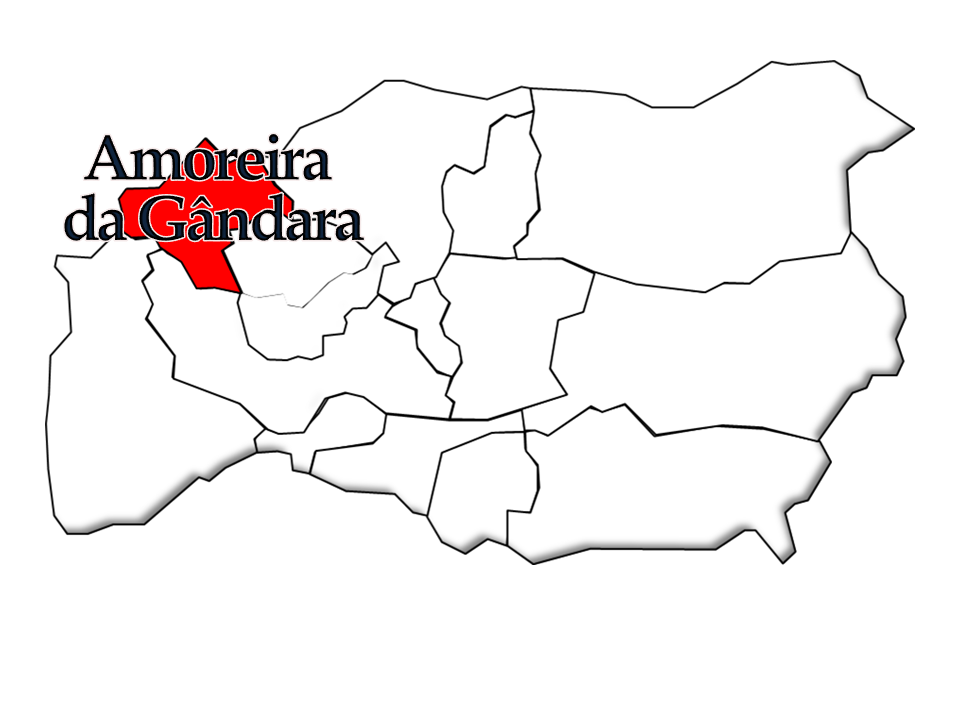
Аморейра-да-Гандара

## Населення
| 1930  | 1940  | 1950  | 1960  | 1970  | 1981  | 1991  | 2001  | 2011  |
| 1.110 | 1.161 | 1.355 | 1.387 | 1.254 | 1.391 | 1.393 | 1.379 | 1.057 |